# Линейни кораби тип „Саут Дакота“ (1939)
 Тази статия е за линкорите тип „Саут Дакота“ (1939) от времето на Втората световна война.  За линейните кораби тип „Саут Дакота“, строителството на които е прекратено според решенията на Вашингтонския договор от 1922 г. вижте Линейни кораби тип „Саут Дакота“.  
Саут Дакота (на английски: South Dakota, „Южна Дакота“) са серия линейни кораби на САЩ. Те са проектирани в рамките на договорните ограничения по водоизместимост от 35 000 дълги тона и калибър на оръдията от 406 мм. Много специалисти ги оценяват като едни от най-удачните кораби, създадени според тези параметри. В периода 1939 – 1942 г. са построени четири кораба от този тип. Всички те вземат активно участие във Втората световна война, използвайки се в Тихия океан за усилване на авионосните съединения и бомбардировки над японските укрепени позиции по островите. Скоро след края на войната, през 1947 г., всички линкори от този тип са извадени в резерва в рамките на програмата за съкращаване на флота. В резерва линкорите престояват десетилетие и половина, до окончателното им снемане от въоръжение, като остарял клас кораби, през 1962 г. Два кораба от този тип са продадени за скрап, но другите два са съхранени като плаващи музеи.

## История на проекта
Япония не подписва Лондонското съглашение от 1936 година и още през декември 1934 г. заявява, че от 1 януари 1937 г. няма да се придържа към никакви ограничения. Подписаният от американците и англичаните Лондонски договор предвижда ограничения за новостроящите се линкори от 35 000 дълги тона (35 562 метрични т) стандартна водоизместимост и въоръжение с калибър не по-голям от 356 мм. Договорът има и уговорка, т.нар. „escalator clause“ – ако към договора не се присъедини Япония, ограничението по калибър ще бъде установено на 406 мм. Проектът на американския линкор от типа „Норт Керолайн“ с въоръжение от 12 356-мм оръдия в три четириоръдейни кули предвижда възможността за тяхната замяна с три триоръдейни 406-мм. Още преди залагането на двата нови линкора, на 25 март 1937 г., става окончателно ясно, че японците няма да подпишат договора, и американците заменят в проекта 356-мм оръдия с 406-мм. Независимо от това, че американците практикуват разчетите си за брониране въз основа на характеристиките на собствените снаряди, бронирането в проекта за новите американски линкори е оставено без изменение – т.е. то е разчетено за защита от 356-мм снаряди. Отказват се от брониране срещу 406-мм снаряди, тъй като разработката на проекта вече е прекалено напред и промяната му може да проточи работите по него.
След утвърждаването на проекта за „Норт Керолайн“ в рамките на програмата за 1937 финансова година възниква въпросът за проекта на следващата двойка линкори за 1938 г. Генералният съвет на ВМС на САЩ (на английски: General Board of the United States Navy), на заседание през юли 1936 г., предлага новите линкори да се строят според проекта на „Норт Керолайн“, но ръководителят на военноморските операции, адмирал Стендли, настоява за разработката на нов проект. В изискванията към новите линкори е включено въоръжение от 406-мм оръдия с осигуряването на зона на свободно маневриране (ЗСМ) срещу собствените снаряди с граници от 20 000 до 30 000 ярда (18,3 – 27,4 км). Така залагането на новите линкори се премества за 1939 финансова година, започваща на 1 юли 1938 г. Това решение е прието още преди това, за строителството на двата линкора от типа „Норт Керолайн“, да е пренесено за 1938 финансова година.
Проектните работи над „линкора за 1939 г.“ започват през март 1937 г. Проектът „Норт Керолайн“ не устройва мнозина. Едни считат скоростта му за недостатъчна. Други смятат за проблем на проекта слабостта на защитата му. Към 1937 г. става ясно, че бъдещият „стандарт“ ще са оръдията с калибър 406 мм, а „Норт Керолайн“ няма против тях адекватна защита. Преосмислена е и заплахата от гмуркащите се снаряди, за това са издигнати допълнителни изисквания за осигуряване на защита срещу тях. Един от допълнителните проблеми става изискването да се построи един от корабите в серия (това става главния „Саут Дакота“) в качеството на флагман на дивизия. За това е нужно да се осигури разполагането на допълнително оборудване и помещения, в т.ч. да се увеличи височината на бойната рубка с един етаж.
Ръководителят на отдела за предварително проектиране от Бюрото по строителство и ремонт (на английски: Bureau of Construction and Repair), капитан Алан Чантри, настоява, че проектът „Норт Керолайн“ е максимумът, който може да бъде достигнат за 35-хиляден линкор при стандартния подход към проектирането, и счита, че за изпълнение на изискванията към новия линкор е нужна разработката на радикално нова конструкция. 45-калибрените 406-мм оръдия на дистанция от 25 000 ярда (22,8 км) пробиват 343 мм вертикална броня, а за да се премести тази граница макар и до 21 000 ярда (19,2 км), дебелината на пояса е нужно да се увеличи до 394 мм. Значителното увеличаване на дебелината на пояса на „Норт Керолайн“ е невъзможно. За това като неизбежно се вижда увеличаването на ъгъла на неговия наклон. При външен наклонен пояс горната палуба обаче има по-голяма площ, отколкото сечението по водолинията. Прекомерното увеличение на броневата палуба не е желателно, тъй като това сериозно увеличава теглото на бронирането. Ако се опита да се остави горната палуба със „стандартната“ площ, то се снижава ширината на подводната част на корпуса. Колкото е по-голям ъгълът на наклона, толкова по-силно се влошават тези проблеми. Изходът е намерен в използването на вътрешен наклонен пояс, както това правят французите при „Дюнкерк“, позволяващ да се получи „класическата“ площ по водолинията без прекомерното увеличаване на броневата палуба.
Използването на вътрешен наклонен пояс има както преимущества, така и недостатъци. При повреждане на борда наводняването на отсеците между външния борд и пояса води до бърза загуба на плавучест, което изисква нейния по-голям запас. За това са необходими увеличаване на метацентричната височина и разработката на допълнителни мерки за намаляване на това незащитено пространство. Също така е разбираемо, че това ще доведе до сложност в ремонта на бойни повреди поради необходимостта да се сваля обшивката, но конструкторите не намират друг изход. Освен икономия в теглото на бронирането, използването на вътрешен пояс има и друго преимущество. Неговата долна част може да бъде продължена до самото дъно, и така да служи като защита от гмуркащи се снаряди и едновременно да играе ролята на противоторпедна преграда.
Обаче Чантри не спира до тук и предлага оригинален проект за бронирането, в който долната част на пояса върви с наклон навън, а в горната част поясът, плътно до броневата палуба, има наклон навътре, играейки ролята на неин скос. Такава схема позволява да се получи минимална площ на хоризонталния участък на палубата. Вертикалната защита при това се подобрява, разширявайки близката граница на ЗСМ. Наистина при голяма далечина снарядите започват да падат върху горната част на пояса под ъгъл, приближаващ нормалата, което намалява далечната граница на ЗСМ. Но това може да се компенсира, като се увеличи дебелината на горната част на пояса и се похарчи част от икономисаното тегло за бронепалубата. Тази конструкция за първи път се появява в ескизния проект от 2 април и просъществува в различни варианти през по-голямата част от етапа на предварителното проектиране. В последните проекти горната част на пояса е разположена с ъгъл на наклона от 44°, увеличавайки се по дебелина от 292 мм до 330 мм, а долната част е с ъгъл 15° на другата страна, променяйки се по дебелина от 315 мм до 51 мм при дъното. Главната бронева палуба има дебелина 129,5 мм върху 19-мм подложка, а разположената над нея „противобомбова“ палуба има дебелина 38 мм. Долната противоосколъчна палуба вече няма роля в защитата на системата на ПТЗ и за това има постоянната дебелина от 16 мм. Такава комбинация дава исканата против 406-мм снаряд зона на свободно маневриране от 20 до 30 хил. ярда (18,3 – 27,4 км). Промяна впрямо предишната практика е разчетът за дебелината на траверсите. Тяхната дебелина се изчислява с разчет на ъгъл на среща със снаряда от 60°, за това 325-мм траверса по здравина се счита за еквивалентен на 406-мм пояс. Неприятният момент на този подход е това, че при курсов ъгъл от 0 до 30° близката граница на ЗСМ съставлява 22 700 ярда (20,7 км).
В крайна сметка поясът с двоен наклон е отхвърлен в полза на пояса с еднакъв наклон. Чантри е убеден, че такава конструкция ще бъде по-лесна за строеж и ще облекчи разположението на нефтените цистерни. Първоначално поясът с ъгъл на наклона от 19° има дебелина по горния си ръб от 287 мм, обаче през април 1938 г. постъпва искане да се осигури близка граница на ЗСМ от 18 000 ярда (16,5 км) и дебелината на пояса е увеличена до 310 мм, а подложката от STS е намалена от 22 до 19 мм. Поясът в долната си част изтънява до 272 мм (от април 1938 г. до 286 мм), след това до 150 мм на 2,13 м под конструктивната водолиния и накрая при вътрешната стена на двойното дъно се снижава до 44 мм. Сумарно такъв пояс дава икономия на теглото около от 1,3 т на линеен метър за пояса и около 3,3 тона на метър за сметка на по-тясната бронева палуба. Но при последващото доработване на проекта от това преимущества не остава и следа. Решено е по-добре да се защити външният борд в района на водолинията и да се постави пояс с дебелина 38 мм STS. Тъй като наклоненият пояс трябва да посреща гмурналите се снаряди, преградата зад него решават да се увеличи от 11 мм мека стомана до 16 мм STS.
В предварителните проекти пространството между пояса и външния борд и втората и третата палуба искат да се запълни с водоотблъскващ материал, което трябва да намали обемите при наводняване, но подходящ материал не е намерен и от такова решение се отказват във финалния проект. Също така първоначално има външен пояс с дебелина 51 мм, който върви на 1,2 м над водолинията и се спуска под водата на 0,6 м.
Следващото предложение на Чантри става силова установка на две нива. Той предлага да се разположат котлите над турбините. Те при това положение излизат извън пределите на броневата палуба, което изисква поставянето над тях на допълнителна защита, за сметка на това радикално намалява дължината, заемана от силовата установка – в сравнение с „Норт Керолайн“ с 19,5 м. В предложения от Чантри на 12 април проект дължината на линкора се съкращава до 198 м, а скоростта при това съставлява 25 възела. Такова решение е счетено за прекалено оригинално. Въпреки това още на стадия на проектирането на „Норт Керолайн“ е ясно, че е нужно да се получи колкото е възможно по-къс корпус, и постигането на това е възможно само за сметка на съкращаването на дължината, заемана от котелните и машинните отделения. В края на краищата това е направено за сметка на по-компактното разполагане на оборудването. Първо е решено колкото е възможно по-пълно да се използва лимитът в ширината на корпуса, задаван от необходимостта да се преминава Панамския канал, правейки отделенията на силовата установка с максимално възможната ширина. Второ, силовата установка се съставя от четири блока, във всеки от които влизат двойка турбини за високо и ниско налягане и два котела. Във всеки блок е включен един или два турбогенератора, което позволява да се премахне отделния генераторен отсек. Освен това парокондензаторите и опреснителите са поставени в основните машинни отделения, икономисвайки и спомагателното машинно отделение. Според разчетите за 203-м корпус, за достигането на 27-възлова скорост, е нужна установка с мощност от 135 000 к.с. Благодарение на предприетите мерки тя се оказва по-къса от 115-хил. силната установка на предходните линкори. Към 13 май са разработени два по-традиционни варианта – с 203- и 208-метрови корпуси и вътрешно разположение на наклонен бронепояс. Двата варианта включват в своята конструкция външен противоосколъчен пояс. Габаритите на корпуса са максимално приближени към ограниченията, налагани от Панамския канал, – максимално възможните ширина и дълбочина, с практически вертикален борд. В резултат на това корпусът придобива „кутиевидна“ форма. За да може да се впишат в кърмовата част, погребите за третата кула на главния калибър, скеговете, използвани при „Норт Керолайн“, са пренесени от вътрешните на външните валове.
Създаването на 203-метров проект за линкора от бюрото по конструиране е основното направление в проектирането. Въпреки това има и алтернативни проекти. Така например през май 1937 г., Генералния съвет поръчва разработката на ред линкори с 356-мм оръдия и традиционната схема на защита – както във варианта бавен, но по-защитен кораб, така и във варианта бързоходен линкор. Отделът за предварително проектиране подготвя редица проекти. Проектът А е идентичен на „Норт Керолайн“ с 356-мм оръдия, проектът В е 233-метров, 30,5-възлов линкор с въоръжение от 9 356-мм оръдия на главния калибър и 305-мм пояс. C, D, E и F са 207-метрови 24-възлови линкори с различни варианти на въоръжението и бронирането. В проекта С има три четириоръдейни 356-мм кули и пояс 393 мм. Проектът D въоръжението се състои от по-оптималните четири триоръдейни кули, но цената за това е намаляването на дебелината на пояса.
В проекта Е на цената на намаляване на пояса още с 64 мм две от триоръдейните кули са заменени с четириоръдейни. В проекта F, заменяйки обратно една четириоръдейна кула на триоръдейна, дебелината на пояса е увеличена с 32 мм. В проекта G скоростта е качена до 30 възела, но цената за това стават само деветте 356-мм оръдия и пояс от 360 мм. Всички тези проекти не се разработват в детайли, тъй като от тях бързо се отказват. Постъпват данни, че модернизираните линкори от типа „Нагато“ имат скорост 26 възела, а новите европейски линкори се планират за 30-възлова скорост; освен това, командващия линейните сили на флота иска да има еднородна линия с 27-възловите линкори от типа „Норт Керолайн“. За това 24-възловите проекти са признати за прекалено бавни, а останалите проекти имат прекалено слаби защита и въоръжение. Става очевидно, че само предложения от бюрото по конструиране радикален 203-метров проект може поне някак си да удовлетвори предявяваните изисквания. За това последващите усилия са съсредоточени към неговата доработка.
Основните проблеми са водоизместимостта, надвишаваща пределно допустимите 35 000 т, и прекалено малката дължина на надстройката, не позволяваща разполагането на 20 127-мм оръдия. Според разчетите за осигуряване на ЗСМ от 15 000 до 30 000 ярда (13,7 – 27,4 км) 27-възловият 203-метров линкор надхвърля лимита с 2750 т. За сравнение, водоизместимостта на 218-метровия линкор достига 40 000 т. Късият корпус може да има само с къса надстройка, което влече зад себе си проблеми с поставянето на 127-мм оръдия поради възможните въздействия върху тях на дулните газове на оръдията на главния калибър. През август е предложено да се оставят по бордовете четири двустволни 127-мм установки, а деветата да се постави на кърмата по диаметралната плоскост. Това дава същите десет 127-мм оръдия в бордовия залп. По-късно числото на бордовите установки е намален до три, разполагайки едната двустволна установка в носовата част на надстройката.
Обаче разположението на 127-мм установки в диаметралната плоскост се е разчетено за недопустимо. За това при изработването на оптималното разположение на универсалната артилерия, към 13 септември 1938 г., са създадени редица допълнителни проекти. За получаването на максимално възможната по големина надстройка в някои от тях се налага намаляването на ъглите на обстрел на оръдията на главния калибър. В „Схема 1“ кули №2 и 3 могат да стрелят в 300-градусен сектор. При това се получава да се разположат побордно само по четири двуоръдейни кули на 127-мм оръдия, но проектът получава претоварване от 558 тона. В проекта „Схема 2“ дължината е увеличена с 5 м, секторите на обстрела на кулите е намален до 290°, за сметка на това допълнително е поставена на всеки борд по една едностволна открита 127-мм установка. Обаче претоварването достига 750 тона, и се налага да се намали дебелината на главния пояс, което намалява ширината на ЗСМ до 6000 ярда (5500 м). В „Схеми“ 3 и 4 се опитват да съхранят същото въоръжение, увеличавайки бронирането, но претоварването все още е прекомерно голямо. В „Схемите“ 5 и 6 успяват да докарат количеството на двустволните 127-мм кули до 10, но само на цената на намаляване на секторите на кулите на ГК №2 и №3 до 290°.
Проектът започва да придобива своите окончателни очертания. През ноември е предложено да се увеличи лодъчната палуба на цялата ширина на корпуса. Това позволява да се разположат 127-мм оръдия на 1 и 2 ниво на надстройката, качвайки ги по-нагоре спрямо нивото на вода. Зоните на обстрел на кулите на главния калибър №2 и №3 при това се увеличават до 295°, но гърловините за дозареждане са пренесени от горната палуба на платформа над главния бронепояс. Въпреки това теглото продължава да си остава проблем. Височината на бойната рубка е необходимо да се увеличи с един етаж, което дава 140 т допълнително тегло. От икономия за сметка на по-тънък броневи пояс или палуба се отказват, и нужното тегло е намерено, намалявайки броя на 127-мм установки на осем.
За икономия на място се налагат стъпки за влошаване на условията за обитаемост. Естествената вентилация е заменена с принудителна. Площта на матроските кубрици и офицерските каюти е намалена до минимум. Соред резултатите на тестовете на модели потребната мощност на силовата установка намалена до 130 000 к.с., което дава още някаква икономия на тегло. Но все пак към 22 декември 1937 г., според разчетите стандартната водоизместимост съставя 35 412 дълги тона. Повече няма от какво да се икономисва, и конструкторите трябва да използват определени уловки. Благодарение на неяснотите в определението за стандартна водоизместимост тя започва да се определя като водоизместимостта на кораба, „готов за поход във военно време“. При това са изключени от сметките част от катерите и лодките (икономия 71,46 т), водата в машините (94,7 т), част от смазочните материали (16,5 т), учебните боезапаси (39,8 т). 49 т са икономисани за сметка на орязването на общия боекомплект на 127-мм снаряда до 4800 плюс 800 осветителни („стандартният“ боезапас на главния калибър вече е съкратен до 75 снаряда на ствол, макар погребите да вместяват 130). Запасът питейна вода е намалена до 5 галона на човек за денонощие (икономия 101 т), намален е запасът продоволствия (45 т). В резултат на тези „мерки“ водоизместимостта е намалена до 35 024 д. т. За подобно нарушение вече може да си затворят очите.
Залагането на двата кораба е включена в бюджета за 1939 г., актът за който е подписан на 4 април 1938 г. Но международната обстановка се влошава, и на 25 юни 1938 г. Конгресът одобрява отделянето на средства за два допълнителни линкора. Към това време ограничението от 35 хил. т вече не действа и започва разработката на проекта за бъдещия тип „Айова“. Но Конгресът отделя средства за 35-хиляди тонен линкор, и президентът Рузвелт трябва да се примири с това. Така са поръчани четирите линкора от типа „Саут Дакота“.
Линейният кораб „Саут Дакота“ (USS South Dakota (BB-57)) трябва да стане флагмански. Той е заложен на 5 юли 1939 г. от Ню Йоркската корабостроителна корпорация в Камдън, щата Ню Джърси. Той е спуснат на вода на 7 юни 1941 г. Линкорът е предаден на флота на 20 март 1942 г., когато САЩ вече са встъпили във войната. Предаването става в аврален режим. Към момента на предаването му все още продължават работите по довършването на кулите на главния и универсалния калибри. Килът на „Индиана“ (USS Indiana (BB-58)) е заложен на 20 ноември 1939 г. от корабостроителната компания в Нюпорт Нюз, щата Вирджиния. Той е спуснат на вода на 21 ноември 1941 г. и е преден на флота на 30 април 1942 г. „Масачузетс“ (USS Massachusetts (BB-59)) е заложен на 20 юли от корабостроителницата на „Бетълхем Стийл“ в Куинси, щата Масачузетс. Линкорът е спуснат на вода на 23 септември 1941 г. и е въведен в строй на 12 май 1942 г. „Алабама“ (USS Alabama (BB-60)) е заложен в държавната корабостроителница в Норфолк на 1 февруари 1940 г. Спуснат е на вода на 16 февруари 1942 г., въведен в строй на 16 август 1942 г.
Поради характерната форма на корпуса им сред линкорите на САЩ получават прякора „големите палки“. Линкорите от типа „Саут Дакота“ стават най-късите сред тях, но са доста набити. Болшинството от старите линкори се в ремонт след нападението над Пърл Харбър. За това новите кораби след ускорен цикъл на изпитания и бойна подготовка спешно са прехвърлени на театрите на бойните действия на Втората световна война.

## Конструкция

### Корпус
„Саут Дакотите“ са най-късите и най-дълбокогазещите „договорни“ линкори. Корпус им е гладкопалубен със седловатост към носа. Стандартната водоизместимост според проекта за „Саут Дакотите“ съставлява 35 412 д. тона (35 980 т). По време на службата им стандартната водоизместимост средно с 3000 т надвишава проектното ниво. Фактическата водоизместимост на корабите в серията се различава, особено след модернизациите им в процеса на експлоатация.
За бързото прехвърляне между океаните към американските линкори се предявяват специфични изисквания, определени от ограниченията на Панамския канал по газене и ширине. За това корпусът на „Саут Дакотите“ има характерната „кутиевидна форма“ с практически правоъгълен мидъл. Коефициентът на обща пълнота съставя 0,615, призматическият е 0,618, пълнотата на площта по водолинията е 0,709 и при мидъл шпангоута – 0,993. Бордът е практически без извивка от горната палуба отива отвесно надолу към дъното. Между първата и третата кули в борда върви вдлъбнатина във вид на характерна полица, в което са разположени люковете за дозареждане. Дълбочината на корпуса при мидъла съставлява 15,85 м. Височината на горната палуба над водата съставлява 8,712 м по носа и 6,277 м на кърмата.
Силовият набор на корпуса е изпълнен по надлъжната схема. Стъпката на шпацията съставлява 1,22 м, общия брой шпангоути е 167, номерирани от носа към кърмата. При събирането на корпуса се използва електрозаваряване, обаче по-голямата част от съединенията са нитовани. Особеност на конструкцията е широкото използване на стоманата STS, по същество представляваща хомогенна броня. Тя се използва не само за бронепалубите, но и като подложка под броневия пояс, преградите на ПТЗ, на ред места като бордова обшивка и за надстройките.
Корабите са снабдени с два паралелни балансирни рули с площ 25,4 м² всеки. Рулите могат са се отклоняват на 36,5° по всяка страна. Ефективността на рулите е достатъчно голяма, и корабите имат добра управляемост, макар тя и да е малко по-лоша, отколкото при линкорите от предишната серия. На скорости 26 узлов диаметърът на тактическата циркулация при „Масачузетс“ съставлява 655 – 660 м, в същото време при „Вашингтон“ (от типа „Норт Кэролайн“) е 604 м.
Както и на „Вашингтон“, в кърмовата част, за снижаване на съпротивлението, са използвани скегове за валовете. Това позволява да се получат по-пълни обводи в кърмовата част и да се намали съпротивлението. За разлика от „Вашингтон“ в скегове е зашита не вътрешната, а външната двойка валове, което снижава ефективността на рулите, обаче „Саут Дакотите“ не са подложени на такава силна вибрация на пълен ход, както корабите от предходния тип. Въпреки всичко, вибрациите не са премахнати напълно, и се налагат експерименти с винтовете. В процеса на експлоатация те, както и на „Вашингтоните“, са сменяни няколко пъти.
Мореходността им е посредствена. По сравнение с „Вашингтон“ корпусът е по-къс и дълбоко седящ, а височината на борда е по-малка. При свежо време и на пълна скорост горната палуба е заливана от морската вода. Така например, носовият 40-мм автомат е постоянно „мокър“ и практически не може да се използва, за това той, в края на краищата, е свален.
По цялото протежение на корпуса вървят горната (първа), втората и третата (главна бронирана) палуби. Третата палуба е паралелна на кила по цялата си дължина. Горната и втората палуби имат изкачване към носа. Тъй като междупалубното разстояние между тях нараства, при носа до 35-я шпангоут, между горната и втората палуби, се намира допълнителна платформа. Под втората палуба, между втората и третата кули на главния калибър, има тесен настил, който не достига по ширината си до бордовете. Той играе ролята на противоосколъчна палуба. Под третата палуба се намират първата и втората платформи и палубата на трюма.
Силуетът на „Саут Дакотите“ е доста характерен, но по своему красив: компактна надстройка около един комин, настръхнал с оръдия и антени. Вътрешната и външната компоновка на линкорите е прекомерно плътна. Силовата установка е ешелонирана. Тя е разположена под третата палуба и се състои от четири машинно-котелни отделения (МКО), във всяко от което се намира по комплект турбини, котли и спомагателни механизми. Всяко МКО обслужва един вал, а димоходите на всичките четири излизат в един комин. Пред МКО №1 са разположени аварийните дизел-генератори и опреснителите за вода. Веднага зад четвъртото МКО има още една група дизел-генератори. Погребите за 127-мм кули са разположени по бордовете от МКО. От носа и кърмата към енергетичната установка са долепени погребите за главния калибър. Над носовия отсек на дизел-генераторите са разположени централния пост, главния контролен пост, главният център за радиовръзка и шифроване.
Пирамидалната надстройка е къса и представлява единен комплекс с високо разположени универсални и зенитни артилерийски установки, РЛС и антени за радиосвръзка, кулички и далекомери за артилерийските командно-далекомерни постове (КДП).
Офицерските каюти се намират в предната част на надстройката, на главната палуба пред димоходите и ниво по-нагоре. Каюткомпанията е разположена пред комуникационната тръба в бойната рубка. Кубриците за матросите и старшините се намират зад машинните отделения на втората и третата палуби, в кърмовата част на надстройката и зад барбета на кулата на главния калибър №3. Поради по-плътната компоновка условията за обитаемост са малко по-лоши, отколкото на „Вашингтоните“. Във военно време, също така, възникват проблеми, предизвикани от ръста на екипажа, зарад увеличаването на броя на установките на зенитната артилерия, РЛС и новите постове за управление. Офицерите живеят основно в двуместни каюти. Индивидуални каюти се полагат само на адмирала, командира на кораба и няколко от старшите офицери. Кубриците на екипажа имат дву- и триетажни койки – окачени, но с твърда рамка. Според първоначалния проект екипажът на „Саут Дакотите“ съставлява 1849 души. Към 1942 г. екипажът на линкора „Масачузетс“ съставлява вече 2232, в т.ч. 97 офицера. Към 1945 г. неговия екипаж наброява 2354 души, в т.ч. 118 офицера. Екипажите на „Индиана“ и „Алабама“ са примерно такива. Екипажът на „Саут Дакота“ към 1945 г. съставя практически 2,5 хил. души. За разполагането на увеличения екипаж се налага да се уплътни разквартируването на офицерите, а в кубриците да се поставят четириетажни койки.
Според проекта се предвижда наличието на 12 лодки, обаче във военно време лесновъзпламеняемите лодки представляват опасност и се заменят със спасителни салове. През 1942 г. на „Масачузетс“ има 12,2-метров баркас за 90 човека, два 7,9-метрови 22-местни велбота и една 10-местна 7,3-метрова лодка. Също така има 5 60-местни, 12 40-местни и 8 2-местни спасителни сала. За обслужването на лодките са предвидени два лодъчни крана. Във връзка с намаляването на броя на лодките и количеството на крановете се намалява. На „Саут Дакота“ в хода на войната са снети и двата крана, „Алабама“ влиза в строй въобще без тях. На „Индиана“ и, видимо, на „Масачузетс“ остава един кран на десния борд.

### Брониране
Бронирането на новите кораби традиционно за американските линкори е изпълнено по схемата „всичко или нищо“ – силно защитена цитадела при практически отсъстващо брониране на надстройките и краищата. За сметка на късия корпус масата на бронята даже е намалена с 900 т при общо усилване на бронирането. Цитаделата изначално е разчетена да противостои на 406-мм снаряди. Зоната на свободно маневриране (ЗСМ) срещу 1016-кг 406-мм снаряд се простира от 17,7 до 30,9 хил. ярда (16,2 до 28,3 км). Това е значително по-добре, отколкото при предходния тип „Вашингтон“, – от 21,3 до 27,8 хил. ярда (19,5 – 25,4 км). Наистина, след постъпването на въоръжение на новия 1225-кг снаряд ЗСМ е преизчислена, и тя става доста по-скромна – от 20,5 до 26,4 хил. ярда (18,7 – 24,1 км). Обаче такъв снаряд имат само САЩ, и против 410-мм японски снаряд ЗСМ е по-широка.
В качеството на броневи материал се използва три вида броня. Повърхностно закалената броня „клас А“ е един от последващите варианти на развитието на круповската броня. Тя се използва като дебела вертикална броня. В качеството на хомогенна се използва бронята „клас В“. Според химическия си състав тя е практически идентична на стоманата STS и фактически се различава само по дебелината на листовете. При дебелина над три дюйма (76 мм) броневия материал се класифицира като броня „клас В“, а всичко, което е равно или по-малко от тази величина, – STS. Хомогенната броня се използва като хоризонтална и тънка вертикална броня.
Броневата цитадел на линкорите от типа „Саут Дакота“ е по-къса, отколкото на предходния тип, и съставлява само 113,4 м вместо 136. Главният пояс започва от втората (броневата палуба) и върви надолу под наклон от 19°. Той е направен от плочи броня „клас А“ с дебелина 310 мм, на бетонна възглавница и подложка от 22 мм STS. Закрепването на пояса към подложката се осъществява с помощта на шпилки и гайки из никелва стомана с използването на стоманени шайби. За херметизация се използват уплътнения от парусина и калчища, напоени с оловен миниум. Поясът е вътрешен и се намира зад външната обшивка от 32-мм STS. Поясът стига до третата палуба. Пос нея той продължава като подводен пояс от броня „клас В“. Подводният пояс стига до самото дъно с клинообразно изтъняване от 310 до 25 мм. Според замислите на конструкторите, този пояс трябва едновременно да служи като защита от гмуркащите се снаряди и като противоторпедна преграда. По краищата ѝ цитаделата се затваря от траверси с дебелина 287 мм. Носовата траверса върви от втората палуба до третата платформа, продължавайки под 16-мм преграда. В кърмовата част траверсата е по-ниска по височина. Тук към цитаделата е долепена броневата кутия, която защитава рулевите механизми и машини. Тази кутия по бордовете е направена от плочи броня „клас А“ с дебелина 323 мм, разположени с извивка от 19°. Отгоре рулевите устройства са закрити от 157-мм палуба, а към кърмата от 287-мм траверса.
На нивото на първата (горната) палуба върви първата бронирана палуба от 38-мм броня STS. Тя е предназначена за взвеждането на взривателите на бомбите и снарядите. За да се взведе взривателя, е достатъчна бронева преграда 7% от калибра (при отклонение от нормалата – и по-малко от 7%). На нивото на втората палуба върви главната бронева палуба. Тази палуба има променлива дебелина по ширина. На диаметралната плоскост това е 127 мм броня „клас В“ върху подложка от 18-мм STS, което дава сумарната дебелина от 145 мм броня. При бордовете горният слой е по-дебел – 135 мм броня „клас В“ на 19-мм подложка STS (сумарна дебелина 154 мм).
Бронезащитата на артилерията на главния калибър е много силна и има своите особености. Американците смятат, че челните плочи на кулите е нерационално да се правят от якостна броня, за това, че производството на такива плочи е сложен процес и получаването на качествена плоча броня е достатъчно трудно. Доста вероятно е при попадение на снаряд и образуването на осколки. За това челните плочи на кулите на главния калибър са направени от 457-мм плочи хомогенна броня „клас В“. Останалото брониране на кулите също е от броня „клас В“. Задните стени имат дебелина 305 мм, страничните – 241 мм, покрива – 184 мм. Над втората палуба дебелината на барбетите съставлява 439 мм. В района на диаметралната плоскост, там където кулите се прикриват една друга, дебелината на барбетите намалява до 294 мм. Под втората палуба барбетът има по-малка дебелина. До третата палуба той е с дебелина 76 мм, надолу – 38 мм.
Традиционно за американските линкори бойната рубка има солидно брониране. То е направено от хомогенна броня. Стените и комуникационната тръба имат дебелина 406 мм. Покривът е с дебелина 184 мм, подът – 102 мм.
В останалите части на кораба бронирането се използва доста ограничено. Кулите на универсалния калибър са защитени от броня с дебелина 51 мм. Това е по-малко, отколкото при европейските линкори, но по този начин се постига висока подвижност на установките, която е много важна при отразяването на въздушните атаки. Куличките на КДП за главния и универсалния калибри и техните комуникационни тръби са прикрити от броня с дебелина 38 мм. Зенитните автомати и техните постове за управление са закрити от противоосколъчни екрани.
Противоторпедната защита, по сравнение с предходния тип, претърпява значителни изменения. Преди традиционната за американските линкори е слойната ПТЗ с пет противоторпедни прегради. На „Саут Дакота“ броя на преградите е намален до четири, при това наклоненият подводен броневи пояс играе ролята на третата от тях. ПТЗ върви по цялата дължина на цитаделата от 36-я до 129-я шпангоут, а по височина от третата палуба до трюма. Дълбочината на ПТЗ на най-широкото място съставлява 5,45 м. Двете първи от борда кухини са запълнени с нефт или баластно вода и са предназначени за поглъщането и разсейването на енергията на взрива. Двете следващи пространства остават празни и са предназначени за улавянето на осколките и удържането на течовете. Между 31-я и 129-я шпангоути има тройно дъно. И двете му кухини са с височина по 0,914 м и са запълнени с течно гориво, резервна вода за котлите или питейна вода.
Към недостатъците на ПТЗ на „Саут Дакотите“ следва да се отнесе сравнително малката дълбочина и използването на броневия пояс като противоторпедна преграда. По-късните опити показват, че за най-добра съпротивляемост на взрива ПТП трябва да има възможност да се разтяга, а поясът е прекалено нееластичен за това.
Определена компенсация за недостатъците на ПТЗ е премислената система на борбата за живучест на кораба. На третата палуба пред машинното отделение в района на диаметралната плоскост се разполага центърът по борба с повредите. Към него са изведени от всички отсеци данните от разнообразни датчици за повреди – за наводняване, течове, пожара, външни и вътрешни взривове, задимяване, загазираност и т.н., а също указателите за крена и диферента. От този център може дистанционно да се наводни, осуши, включи системата за оросяване във всеки отсек. В третото машинно отделение се намира центъра за контрол на състоянието на енергетичната установка и за отстраняване на нейните неизправности. По различните направления борбата за живучест е организирана на седем ремонтно-възстановителни партии от специално обучен персонал. Също така по целия кораб има разположени специализирани постове, снабдени със средства за търсене и ликвидация на повреди.

### Енергетична установка
Четиривалната силовая установка на новите линкори е изпълнена по ешелонната схема. Четирите машинно-котелни отделения (МКО) са едно зад друго по дължина и заемат цялата ширина на корпуса между ПТЗ. Във всяко МКО се има турбозъбчат агрегат (ТЗА) задвижващ индивидуален вал, два котела и набор от спомагателно оборудване. В МКО №1 и №3 котлите се намират по десния борд, а ТЗА по левия, а в МКО №2 и №4, съответно, наобратно.
В първите три МКО стоят по два турбогенератора. В четвъртото отделение има един турбогенератор. Мощността на седемте генератора съставлява 7000 кВт (по 1000 кВт всеки). Пред носовото МКО е разположен отсек, в който стоят два резервни дизел-генератора с мощност 200 кВт. И турбогенераторите, и дизел-генераторите изработват трифазен променлив ток с напрежение 450 В. В един отсек с дизел-генераторите се намират двата главни опреснителя за вода с производителност по 40 000 галона (151,4 т) прясна вода за ден. В МКО №4 има още един малък опреснител с производителност 12 000 галона (45,4 т) вода на ден.
Котлите изработват пара с температура 454,4 °С под налягане 40,64 кг/см² (600 psi). На „Саут Дакота“ и „Алабама“ стоят високонапорни котли производство на фирмата „Babcock & Wilcox“, на двата останали – „Foster Weller“. ТЗА също са произведени от две фирми. За „Саут Дакота“ и „Масачузетс“ от „Уестинххаус“, за „Алабама“ и „Индиана“ от „Дженерал Електрик“. Всеки ТЗА се състои от турбини за преден ход за високо и ниско налягане задвижващи вал през двустепенен планетарен редуктор. На пълна мощност скоростта на въртене на турбините високо налягане съставлява 6100 об/мин, на ниското – 5011 об/мин, на вала – 185 об/мин. Предавателните числа съставляват 32,293:1 и 27,086:1 за ТВН и ТНН съответно. Мощността на всеки ТЗА е 32 500 к.с., при форсиране – 35 000 к.с. Сумарната мощност на силовата установка е 130 000 к.с. и 140 000 к.с. при форсаж. Турбините за заден ход са изпълнени в един корпус с турбините ниско налягане. Мощността на всяка съставлява 8000 к.с. при 3250 об/мин — сумарно 32 000 к.с. Тъй като МКО са разположени в шахматен ред, всички валове са с различна дължина. Според проекта всички винтове са четирилопастни, диаметърът на вътрешните съставлява 5,344 м, а на външните – 5,398 м. Външната двойка валове се намира в специални скегове. Това намалява ефективността на рулите в сравнение с разположениите също в скегове вътрешни валове на „Вашингтон“, но за сметка на това снижава проблемите с вибрациите. Наистина, те не са премахнати напълно, даже независимо от това, че в процеса на експлоатация винтовете са сменяни с три- и петлопастни. Така например, през 1946 г. на „Саут Дакота“ стоят вътрешни четирилопастни винтове с диаметър 5,386 м и външни петлопастни винтове с диаметър 5,296 м. Късият, дълбокосидящ и пълен корпус гони пред себе си високо бърдо и създава остри вълни още на среден ход. Обаче това не оказва влияние на далечината на плаване на икономичен ход. Поради малко по-голямата вместимост на цистерните за гориво (по сравнение с предходния тип) далечината даже се увеличава. Проектната далечина съставлява 15 000 мили на ходу 15 възела. Обемът на цистерните съответства на 7319 т мазут със средна плътност против проектните 6959 т за „Вашингтон“. Вероятно, общият КПД на енергетичната установка и движителя също е малко по-висок. През 1945 г. „Саут Дакота“ успява да измине 17 хил. морски мили на скорост 15 възела при пълен запас от гориво. На 25-възлов ход, при максимален запас гориво, далечината съставлява 6400 мили, което е само 300 мили по-малко, отколкото при „Вашингтон“. Според други данни, през 1945 г. „Саут Дакота“ изминава 15 020 мили на ход 15 възела и 10 610 мили на 20. По проект „Индиана“, „Масачузетс“ и „Алабама“ трябва да имат аналогична далечина, но тези кораби носят по-малко гориво, и за тях проектната далечина съставя 15 000 мили на скорост 15 възела.

### Въоръжение

#### Главен калибър
„Саут Дакотите“ получават същата артилерия главния калибър, като техните предшественици, – девет 406-мм 45-калибрени оръдия Mark 6 в три триоръдейни кули. То има бутален затвор система „Уелин“, люлеещ се, с отваряне надолу. Има инерционни предпазители срещу двойно зареждане, блокиращи отварянето при наличието в камерата на неизползван заряд. Зареждането на оръдията е картузно, зарядът се състои от шест части.
След изстрела стволът се продухва с въздух от ежекторна система. В състава на противооткатните устройства влизат два хидропневматични накатника и един хидравличен спирач на отката. Накатниците са разположени отгоре, закрепени са със щокове за люлката над цапфите. Спирачката е закрепена за долната повърхност на цилиндричната люлка. Между накатниците се намира специален диференциален цилиндър, осигуряващ херметичността и надеждността на работата на хидропневматичната система на наката.
Триоръдейните куполни установки са практически идентични с тези на типа „Вашингтон“.Теглото на въртящата се част (с бронята) е около 1500 т. Вътрешният диаметър на барбета – 11,35 м, диаметърът на ролковия погон е 10,49 м. Оръдията са монтирани на индивидуални люлки. Разстоянието между осите на стволовете е 2,972 м. Поставянето и демонтажът на стволовете може да се осъществява без свалянето на покрива на кулата. За снижаване на разсейването при пълни залпове оръдията стрелят поред, с интервал от 60 мс. Кулите имат дистанционно насочване както за хоризонталното, така и за вертикалното насочване. Освен централизираното отдалечено управление, има резервно автономно управление от самата кула. Трансмисиите на кулите са електрохидравлични. Подемните винтове и силовите механизми за вертикалното насочване са разположени под бойното отделение. Вертикалното насочване на всяко оръдие се осъществява от винт със задвижване от двигател с 60 к.с.. Максималното възвишение на ствола съставлява 45°. Ъгълът на снижаване за високата кула съставлява 0°, а за останалите −2°. Зареждането се осъществява при постоянен ъгъл на възвишение от 5°. Скоростта на подем на стволовете е 12°/сек. Механизмите за хоризонтално насочване се намират едно ниво по-долу. Електрохидравличната трансмисия с мощност 300 к.с. осигурява скорост на въртене на кулите, равна на 2° в секунда.
Щатният боекомплект на всяка кула се съставлява 130 снаряда на ствол. Те се съхраняват на двете следващи нива. Снарядите са разположени вътре в барбета в кръг. За предаването на снарядите към системата за подаване те се преместват отначало на специална въртяща се кръгла платформа. Двете платформи имат задвижване от 40 к.с. електродвигател. От платформата снарядите се подават към трите подемника. Редица от операциите се осъществяват на ръка, което е нехарактерно за линкорите на другите страни. Снарядните подемници са избутващ тип и обслужват всеки по едно оръдие. Задвижването на всеки подемник се осъществява от 60-силен електродвигател. Централният подемник е вертикален, страничните са извити. Снарядът вертикално се подава в бойното отделение, а след това с хидроцилиндър се поставя на зареждащата ложа. Нататък в ствола снарядът се подава от верижен прибойник, задвижван от 60 к.с. електродвигател. За да влезе водещият пояс на снаряда в нарезите, подаването се осъществява на достатъчно голяма скорост с характерно дрънчене.
Зарядните погреби са двуетажни. Пълният заряд се състои от шест копринени картуза с маса по 49,9 кг. Картузите се подават в бойното отделение чрез верижни подемници със 75-силни електродвигатели и ръчно се поставят на зареждащата ложа след снаряда. Тяхното подаване в камерата също се осъществява от прибойника, но вече с по-ниска скорост, за да се избегне възпламеняването на заряда.
Първоначално в боекомплекта влизат само бронебойните снаряди Mk.6 с маса 1225 кг. При използването на пълен заряд той получава начална скорост от 701 м/с. Снарядът има боен заряд от 18,4 кг амониев пикрат. За идентификация на собствените плясъци при групова стрелба под балистичния наконечник е разположено 0,68 – 1,36 кг боядисващо вещество. С негова помощ плясването се оцветява в индивидуален за всеки кораб цвят. Към края на войната основната задача на линкорите става не борбата с японските линкори, а обстрелите на брега. За това в състава на техния боекомплект влизат фугасните снаряди Mk.13 с маса 862 кг. Бойния им заряд съставлява 69,9 кг TNT.

#### СУАО на главния калибър
Системата за управление на огъня на американските линкори е доста напреднала за своето време и е една от силните страни на проекта. Към началото на войната, за сметка на качеството на оптиката, германската и японската системи все още осигуряват подобни характеристики, но от 1942 г., във връзка с появата на артилерийските радари, американската система започва да има явно превъзходство.
Данните за управление се получават в директорите на главния калибър (ГК). По един командно-далекомерен пост (КДП) Mk.38 има в предната и задната части на надстройката. Задачата на КДП е подаването към централния пост на данните за азимута и далечината до целта. Всеки КДП е снабден с далекомер с база 8,1 м. В хода на войната на тях започват да се поставят артилерийски радари. Първи се появява артилерийският радар Mk.8. След това Mk.13. Радарите позволяват да се следят далечината и азимута на целта, а също могат да засичат плясъците от паданията на собствените снаряди. Плясъците на 406-мм снаряди Mk.8 може да засича на далечина до 32, а Мк.13 до 38,4 км.
На покрвива на бойната рубка е монтиран резервният КДП с перископите Mk.30 и Mk.32. Първоначално той е снабден с 4,6-метров далекомер, но след това той е заменен с радара Мк.27.
Данните от КДП постъпват в централния пост, разполагащ се под бронепалубата, на първата платформа. Освен далечината до целта, нейният курсов ъгъл и скорост от КДП, тук постъпват метеорологичните данни, степента на износ на стволовете, параметрите на движение на собствения кораб от жирокомпасите и лага. Централният компонент в системата за управление е автоматът на стрелбата Mk.1 (на „Саут Дакотите“ – Mk.1а). Неговата задача е изчисляването на ъглите на насочване на оръдията на основата на постъпващите данни. В най-общия случай задачата на системата за насочване е разчета за точката на среща на снарядите с целта, с отчитане на времето на техния полет и взаимното движение на целта и собствения кораб. Изходя от тези данни (далечина на стрелбата и направлението на точката на среща) се осъществява изчисляването на ъглите на вертикално и хоризонтално насочване на оръдията според заложената таблица за стрелба, с оглед поправките за скорост и направление на вятъра, плътност на въздуха и износването на оръдията. Автоматът за стрелба представлява аналогов електромеханичен компютър, поставен в корпус с размери 1,82×0,91×1,22 м. Вътре в корпуса има сложна конструкция от движещи се дискове, топчета, кардани, диференциали, селсини и други прецизиращи елементи. Механизмът е надежден и достатъчно дълговечен. Времето за балистично изчисление за първия залп съставлява половин минута, за последващите – няколко секунди. Изчислените данни за ъглите на насочване, чрез селсините, синхронно се предават към механизмите за вертикално и хоризонтално насочване на кулите. Автоматът за използва за управление на оръдията на главния и универсалния калибри и позволява също така да се осъществява разчетите на установките за стрелбата им с осветителни снаряди.
В двойка с автомата за стрелба се използва и жировертикалът Mk.43. Корабът представлява сам по себе си люлееща се артилерийска платформа, и оръдията се люлеят заедно с кораба. При ранните системи за управление на стрелбата залпът по изчислените данни трябва да се произвежда само тогава, когато корабът, по време на люлеенето, преминава през вертикалното положение. Жировертикалата позволява да се стабилизират оръдията относително линията на прицелване. С помощта ѝ се следят ъглите на крена и диферента и се осъществява внасянето на поправки във веригата на селсините. Така оръдията постоянно остават в положението, определено от автомата на стрелбата. Залпът се осъществява от оператора на жировертикалата посредством затварянето на веригата на електроспусъка на оръдията от съответстващи ключове върху лицевия панел на прибора.
Една от основните части на жировертикалата е вертикалният жироскоп. Настройката на жироскопа се провежда за сметка на специално измислен способ. В състава на жировертикалата влизат жироскоп и две вакуумирани кухини, на 50% запълнени с живак. Резервоарите с живак са съединени помежду си в дънната част на тръбичките. В неработещо положение жироскопът се намира под ъгъл 45° спрямо хоризонта, а всичкият живак се намира в една от кухините. При пускането на ротора жироскопа започва плавно да се върти с 0 до 12 хил. оборота. Започвайки от 10 – 15 об/мин жироскопът започва да прецесира поради страничното отклоняващо действие на силата на тежестта, предизвикано от неравномерното разпределение на живака в резервоарите. Жироскопът започва да се изправя и живакът постепенно преминава от пълнения резервоар в празния. С ръстта на оборотите изправящата сила се увеличава, и на максималните обороти прецесията изчезва, когато жироскопът заема строго вертикално положение. Захранването за механизмите на жироскопа се осъществява от трифазен ток с честота 400 Хц.
Втората основна част на жировертикалата е полусферичният калпак (на корабен жаргон „шапка“ или „чадър“). Калпакът се люлее в пространството заедно с кораба. От автомата за стрелбата се предават изчислените ъгли за вертикалното и хоризонталното насочване, и посредством прецизните карданни предавки калпакът се премества относително геометричния център на неговата сфера на дадените ъгли. Калпакът се движи заедно с кораба относително вертикално стоящия жироскоп. С помощта на двукоординатна система електромагнити ъглите на отклонение на калпака спрямо жироскопа се преобразуват в поправки за ъглите на насочване на оръдията и селсините синхронно ги предават към кулите на главния калибър. Силовите механизми удържат необходимото положение на оръдията в пространството. Системата достатъчно добре работи даже в условията на силно люлеене. Проблеми настъпват само при рязко разлюляване, когато силовите механизми не успяват да придават на оръдията нужното положение.
Кулите на главния калибър могат да водят огън и самостоятелно с локалното си управление. По двете страни, през страничните стени на кулите, са извадени главите на 12-кратните оптични прицели за вертикалния и хоризонталния наводчици, а в задната част на кулите е разположен 14-метров 25-кратен далекомер. Изчисленията за ъглите за насочване в този режим помага да се изчисляват портативният куполен автомат, също представляващ аналогов компютър.
| Оръдие                                                    | 16″/45 Mark 6                      | 16″/45 Mark 6                      | 5"/38 Mark 12             | 40 mm/56 Mark 1 (Bofors) | 1.1"/75 Mark 1               | 20 mm/70 Mark 2 (Oerlikon) |
| --------------------------------------------------------- | ---------------------------------- | ---------------------------------- | ------------------------- | ------------------------ | ---------------------------- | -------------------------- |
| Калибър, мм                                               | 406                                | 406                                | 127                       | 40                       | 28                           | 20                         |
| Дължина на ствола, калибри                                | 45                                 | 45                                 | 38                        | 56                       | 75                           | 70                         |
| Година на разработване                                    | 1936                               | 1936                               | 1932                      | 1936                     | 1929                         | 1939                       |
| Маса на оръдието без затвора, кг                          | 97 231                             | 97 231                             | 1810                      | 522                      | 252                          | 68,04                      |
| Скорострелност, изстрела/минута                           | 2                                  | 2                                  | 15 – 22                   | 120                      | 150                          | 450                        |
| Тип зареждане                                             | картузно                           | картузно                           | разделно-гилзово          | унитарно                 | унитарно                     | унитарно                   |
| Маса на заряда, кг                                        | 242,7                              | 242,7                              | 6,9 – 7,03                | 0,314                    | 0,120                        | 0,086                      |
| Тип на снаряда                                            | Бронебоен Mark 6                   | Осколочно-фугасен Mark 13          | Осколочно-фугасен Mark 34 | Осколочно-фугасен Mark 1 | Осколочно-фугасен Mark 1     | Осколочно-фугасен Mark 3   |
| Маса на снаряда, кг                                       | 1225                               | 862                                | 25                        | 0,9                      | 0,416                        | 0,123                      |
| Начална скорост, м/с                                      | 701                                | 803                                | 792                       | 881                      | 823                          | 844                        |
| Живучест на ствола, изстрела                              | 395                                | 395                                | 4600                      | 9500                     |                              | 9000                       |
| Максимална далечина, м                                    | 33 741                             | 36 741                             | 15 903                    | 10 180                   | 6767                         | 4389                       |
| Досегаемост по височина, м                                | -                                  | -                                  | 11 887                    | 6797                     | 5791                         | 3048                       |
| Установка                                                 |                                    |                                    | Mark 28 mod 0             | Mark 2 Quad              | Quadruple Mount Mark 2 Mod 2 | Mark 2                     |
| Брой стволове                                             | 3                                  | 3                                  | 2                         | 4                        | 4                            | 1                          |
| Маса на въртящата се част                                 | 1426 т кули №1 и №2 1460 т кула №3 | 1426 т кули №1 и №2 1460 т кула №3 | 70 894 кг                 | 10 524 – 10 796 кг       | 4763 кг                      | 769 кг                     |
| Ъгли на възвишение                                        | −2°/+45° 0°/+45° кула №2           | −2°/+45° 0°/+45° кула №2           | -15°/+85°                 | -15°/+90°                | −15°/+110°                   | −5°/+87°                   |
| Скорост на насочване вертикално / хоризонтално, градуса/с | 12 / 4                             | 12 / 4                             | 15 / 25                   | 24 / 26                  | 24 / 30                      | ръчно                      |

#### Универсален калибър
Универсалната артилерия на линкорите е представена от 127-мм 38-калибрени универсални оръдия Mark 12 в двуоръдейните куполни установки Mark 28 mod 0. На главния кораб има осем такива кули, на останалите – десет. По пет кули са поставени отстрани на надстройката с разположение на две нива във вид на буквата W. Втората и четвъртата кули се намират с ниво по-надолу от останалите. На „Саут Дакота“ според проекта вместо АУ №3 е постанавен 28-мм четирицевен автомат, а на мястото на претоваръчните отделения са разположени помещенията за офицерите на щаба.
Оръдието 5"/38 Mark 12 има клинов полуавтоматичен затвор и разделно-гилзово зареждане. Снарядът е с маса около 25 кг, а снарежената гилза 11,3 кг. Първоначално в боекомплектът влизат „комъни“ (полубронебойни снаряди) Mk.32, Mk.38, Mk.46 и фугасните Mk.35 и Mk.49. Към края на войната те са изместени от зенитните снаряди Mk.31 и Mk.35 с челен и дънен взриватели. Те могат да се използват както срещу въздушни, така и по надводни цели. При това Mk.31 е снабден с радиолокационен взривател. Взривателят улавя отразения сигнал от РЛС и сработва при пролитането си вблизо до целта.
Кулата може да се управлява както с дистанционно-силов механизъм по вертикалната и хоризонталната оси, така и локално от самата кула. Под нея се намира претоваръчното отделение, а още по-долу – погребите. Боезапасът съставлява по 500 снаряда на ствол. При това по 50 снаряда на ствол се намират в готов за употреба вид в подкуполното претоваръчно отделение. Самите погреби се намират над машинните отделения, отстрани на претоваръчните отделения. От погребите към претоваръчното отделение вървят снаряден и заряден елеватори. От претоваръчното отделение към бойното снарядите се подават по подемници, връртящи се заедно с централната ос на кулата. Зареждането се произвежда при произволен ъгъл на възвишение. Скорострелността зависи от тренираността на разчетите и съставлява до 15 – 22 изстрела в минута на ствол. Всяка установка се обслужва от 37 души, от които 13 се намират в самата кула и 24 в претоваръчното отделение и погребите.
Управлението на универсалната артилерия се осъществява с помощта на КДП Mk.37. Четирите КДП във въртящи се кули са разположени по ромбичната схема – по един отпред и отзад на надстройката и по един по бордовете. КДП Mk.37 могат да осъществяват насочването на универсалната артилерия по наземни и въздушни цели, а също така да осъществяват насочването и на оръдията на главния калибър. Освен това, от КДП може да се извършва дистанционното управление на 91-см бойни прожектори. Първоначално на „Саут Дакотите“ има шест прожектора, но с появата на РЛС техният брой постепенно намалява.
В куличката на КДП Mk.37 се намират оптичен далекомер Mk.42 с база 4,5 метра и три визьора – за командира на кулата, за вертикалния и хоризонталния наводчици. В хода на Втората световна война като допълнение към оптиката КДП получава РЛС. Първоначално е поставен радар Mk.4, който по-късно е заместен с два радара – Mk.12 и Mk.22. От кулите на КДП надолу вървят бронирани комуникационни тръби. С тяхна помощ се осъществява връзката с разположения под броневата палуба пост за управление на универсалната артилерия.

#### Зенитно въоръжение
Според проекта ПВО в блиската зона се състои от четири четирицевни 28-мм автомата и осем 12,7-мм картечници „Браунинг“. Първите месеци на войната в Европа показват високата опасност от авиационните нападения, и ПВО за близката зона на американските линкори е оценена като недостатъчна. Тя постоянно се усилва в процеса на войната, с постепенната замяна на проектните зенитки с по-фективните 40-мм „Бофорси“ и 20-мм „Ерликони“. В частност, главният кораб влиза в строй, имайки седем четирицевни 28-мм автомата, 16 единични „ерликона“ и осем 12,7-мм картечници. Впоследствие ненадеждните 28-мм автомати са заменени с 40-мм „Бофорси“, а „браунингите“ са заменени от по-ефективните „ерликони“. Останалите кораби от серията влизат в строй отначало въоръжени с „бофорси“ и „ерликони“. Количеството на стволовете на зенитната артилерия постоянно се увеличава в хода на войната, което води до увеличаване на числеността на екипажа и водоизместимостта.
40-мм „Бофорси“ са поставяни в четиристволни установки монтирани на специален противоосколъчен бруствер с диаметър 5,5 м. Установката се обслужва от разчет 11 души. В него влизат командира на разчета, двама наводчика (отделно за хоризонталното и вертикалното насочване) и осем зареждащи. „Бофорсите“ имат силов механизъм и могата да се управляват дистанционно, стреляйки „на сляпо“ под управлението на командно-далекомерните постове Мк.51 или Мк.54. 20-мм „ерликони“ първоначално са в единични установки с насочване от кръгъл прицел. Към края на войната част от тях е заменена с две- и четиристволни установки, които могат да се управляват от КДП Мк.51. За единичната установка разчетът се състои от четирима – стрелец-наводчик, неговия помощник и двама носачи на боеприпаси.
След появата, към края на войната, на камикадзе се появяват планове за поставянето на 76-мм 50-калибрени зенитки. Камикадзето трябва не просто да се свали, а буквално да се разпарчетоса във въздуха, за което 40-мм снаряди вече са слаби. Но до края на войната тези планове се са осъществени.
Дистанционното управление на 40-мм автомати първоначално се осъществява с помощта на директорите Mk.51 с визьор Mk.14. Към края на войната те са заменени с по-съвършените Mk.57 с радиолокатора Mk.34. В качеството на резервно управление има възможност за ръчно локално насочване с помощта на кръгли мерници, а всеки четвърти снаряд е трасиращ.
Единичните 20-мм установки имат само кръгли прицели и се управляват ръчно. За облекчаване на насочването също се използват трасиращи снаряди. Към края на войната се появяват многостволните 20-мм установки, за които отдалечено управление може да се осъществява с помощта на визирната колонка Mk.14.
| Изменението в състава на зенитното въоръжение | Изменението в състава на зенитното въоръжение | Изменението в състава на зенитното въоръжение | Изменението в състава на зенитното въоръжение | Изменението в състава на зенитното въоръжение | Изменението в състава на зенитното въоръжение |
| Кораб                                         | период                                        | 40 мм/56                                      | 28 мм/75                                      | 20 мм/70                                      | 12,7 мм                                       |
| --------------------------------------------- | --------------------------------------------- | --------------------------------------------- | --------------------------------------------- | --------------------------------------------- | --------------------------------------------- |
| „Саут Дакота“                                 | по проект                                     | —                                             | 16                                            | —                                             | 8                                             |
| „Саут Дакота“                                 | март 1942                                     | —                                             | 28                                            | 16                                            | 8                                             |
| „Саут Дакота“                                 | септември 1942                                | 16                                            | 20                                            | 36                                            | -                                             |
| „Саут Дакота“                                 | февруари 1943                                 | 68                                            | —                                             | 35                                            | -                                             |
| „Саут Дакота“                                 | декември 1944                                 | 72                                            | —                                             | 72                                            | -                                             |
| „Саут Дакота“                                 | март 1945                                     | 68                                            | —                                             | 77                                            | -                                             |
| „Индиана“                                     | по проект                                     | —                                             | 12                                            | —                                             | 12                                            |
| „Индиана“                                     | юни 1942                                      | 24                                            | —                                             | 16                                            | -                                             |
| „Индиана“                                     | декември 1942                                 | 24                                            | —                                             | 35                                            | -                                             |
| „Индиана“                                     | октомври 1943                                 | 48                                            | —                                             | 56                                            | -                                             |
| „Индиана“                                     | декември 1944                                 | 48                                            | —                                             | 56                                            | -                                             |
| „Индиана“                                     | 1945                                          | 48                                            | —                                             | 52                                            | -                                             |
| „Масачузетс“                                  | април 1942                                    | 24                                            | —                                             | 12                                            | -                                             |
| „Масачузетс“                                  | ноември 1942                                  | 24                                            | —                                             | 35                                            | -                                             |
| „Масачузетс“                                  | януари 1943                                   | 40                                            | —                                             | 50                                            | -                                             |
| „Масачузетс“                                  | юни 1944                                      | 64                                            | —                                             | 58                                            | -                                             |
| „Масачузетс“                                  | август 1944                                   | 72                                            | —                                             | 38                                            | -                                             |
| „Масачузетс“                                  | август 1945                                   | 60                                            | —                                             | 38                                            | -                                             |
| „Алабама“                                     | април 1942                                    | 24                                            | —                                             | 12                                            | -                                             |
| „Алабама“                                     | януари 1943                                   | 32                                            | —                                             | 35                                            | -                                             |
| „Алабама“                                     | март 1943                                     | 48                                            | —                                             | 40                                            | -                                             |
| „Алабама“                                     | май 1943                                      | 48                                            | —                                             | 52                                            | -                                             |
| „Алабама“                                     | февруари 1945                                 | 48                                            | —                                             | 56                                            | -                                             |
| „Алабама“                                     | ноември 1945                                  | 56                                            | —                                             | 48                                            | -                                             |

#### Радиолокационно въоръжение
В началото на службата си линкорите са снабдени с радар за засичане на въздушни цели SC и радар за надводни цели SG. В хода на войната вместо радара SC е поставен SK, а броя на SG е увеличен. Близо към края на войната се появяват радарите за далечно откриване на самолети SK-2 и на кораби SU.
Артилерийските радари Mk.3 са поставени на два КДП на главния калибър преди кампанията при Гуадалканал. Той е заменен с радара Mk.8, първият е поставен на „Индиана“ през август 1942 г. Четирите КДП за средния калибър Mk.38 са снабдени с радарите Mk.4 от момента на построяването. Вместо тях по-късно са поставени два радара Mk.12 и Mk.22. Всички тези радари се използват за стрелба по въздушни и надводни цели. Разположението на радарите е приблизително единакво, и, например, на „Саут Дакота“ при изваждането му в резерв стои радар SK на фокмачтата, два радара SG – на фок- и гротмачтата, артилерийските радари Mk.27 на покрива на бойната рубка, четирите комплекта радари Mk.12 и Mk.22 на всяко от КДП за средния калибър и два радара Mk.8 на всяко от КДП за главния калибър.
На антените на наблюдаващите радари SC и SK, отгоре, са поставени рамковите антени BM на системата за опознаване „свой-чужд“ IFF. На антените чинии на радара SK-2 антените IFF имат вид на изпъкнал дипол. Заедно с антените BM в комплекса работят антените BK на системата за предупреждение за облъчване от външни РЛС. За противодействие на РЛС на противника има станции за заглушаване и поставяне на смущения ECM (Electronic Counter Measure). В техния състав влизат шумовите усилватели диполен тип AS-56 и AS-57 с двойни конични приемащи антени и излъчватели във вид на „колела на каруца“. Тизи станции непрекъсното излъчват смущения, забивайки сигналите на радарите. Трите заглушителя TDY с антени в радиопрозрачни корпуси се намират от двете страни на комина и зад кърмовата антена на радара SK-2. Първичния сигнал на РЛС на противника се улавя от свързания с него антени DBM, и в отговор станцията изпраща насочен маскиращ сигнал, правейки сигнала на външната РЛС неразбираем.

#### Авиационно въоръжение
Линкорите от тип „Саут Дакота“ носят два барутни стартови катапулта Type P Mk.4 с дължина 20,7 м, предназначени за запуск на хидросамолети. Катапултите са поставени побордно на кърмата на горната палуба. При запуск катапултът може да даде на хидросамолета OS2U скорост от 130 км/ч. Хангар на линкорите от този тип няма и хидросамолетите се съхраняват непосредствено на самите катапулти и между тях. Първоначално на всеки линкор са придадени три хидросамолета OS2U „Кингфишър“, обаче много често третият самолет не се взима в плаване, ограничавайки се с двата. На борда хидросамолетът от водата се качва със самолетния кран, разположен в диаметралната плоскост на самата кърма на кораба. За облекчаване на кацането линкорът се завърта към страната на приближаващия от подветрената страна самолет, създавайки зона със слабо вълнение. Първоначалната задача на хидросамолетите е разузнаване и коректировка на артилерийския огън по време на боя, но с развитието на РЛС тези задачи стават неактуални и необходимостта от самолетите намалява, и те стават ако не безполезен, то опасен товар. По време нощния бой при Гуадаканал от 7 ноември 1942 г. хидросамолетите на „Саут Дакота“ му правят лоша услуга. В резултат на попаденията на японските снаряди се запалват самите машини и авиационното гориво осветява линкора, като облекчава стрелбата на противника. Обаче когато близо към края на войната линкорите често започват да се използват за стрелба по брега, хидросамолетите отново стават доста полезни, коригирайки артилерийския огън. Освен това те участвват в спасяването на моряците от потъналите кораби. Към края на войната OS2U на борда на линкорите са сменени от хидросамолетите Curtiss SC „Сийхоук“. След войната всички хидросамолети и катапулти са свалени. За това например стоящият на вечна стоянка „Алабама“ получава вместо „родните“ катапулти, от отишли за скрап крайцери.

## Представители на проекта
| Название                               | Корабостроителница                | Залагане           | Спускане на вода     | Приемане на въоръжение | Съдба                                                                                          |
| -------------------------------------- | --------------------------------- | ------------------ | -------------------- | ---------------------- | ---------------------------------------------------------------------------------------------- |
| „Саут Дакота“ USS South Dakota (BB-57) | New York Shipbuilding Corporation | 5 юли 1939 г.      | 7 юни 1940 г.        | 20 март 1942 г.        | изведен в резерв на 31 януари 1947 г., снет от въоръжение на 1 юни 1962 г., продаден за скрап  |
| „Индиана“ USS Indiana (BB-58)          | Newport News Shipbuilding         | 20 ноември 1939 г. | 21 ноември 1941 г.   | 30 април 1942 г.       | изведен в резерв на 11 ноември 1947 г., снет от въоръжение на 1 юли 1962 г., продаден за скрап |
| „Масачузетс“ USS Massachusetts (BB-59) | Bethlehem Steel                   | 20 юли 1939 г.     | 23 септември 1941 г. | 12 май 1942 г.         | изведен в резерв на 27 март 1947 г., снет от въоръжение на 1 юни 1962 г., кораб музей          |
| „Алабама“ USS Alabama (BB-60)          | Norfolk Naval Shipyard            | 1 февруари 1940 г. | 16 февруари 1942 г.  | 16 август 1942 г.      | изведен в резерв на 9 януари 1947 г., снет от въоръжение на 1 юни 1962 г., кораб музей         |

## История на службата

### „Саут Дакота“
„Саут Дакота“ преминава в Тихия океан на 21 август 1942 г., но на 6 септември налита на коралов риф при Тонгатапу, разкъсвайки обшивката на второто дъно. До 12 октомври корабът е на ремонт в Пърл Харбър. По това време флотът на САЩ в Тихия океан води кампанията по превземането на островите Гуадалканал, и с приключването на ремонта „Саут Дакота“ е включен в състава на авионосното съединение TF-16, сформирано около самолетоносача „Ентърпрайз“ (USS Enterprise (CV-6)). На 26 октомври съединението участва в сражението с японските самолетоносачи „Шокаку“ и „Дзуйкаку“ при островите Санта Крус. Линкорът изпълнява несвойствената му роля на основа ба ордера за ПВО, но благодарение на силното зенитно въоръжение и системите за управление на огъня добре се справя със задачата. Съгласно рапортта на командира на кораба неговата артилерия сваля в това сражение 26 самолета на противника, обаче според следвоенните изчисления на сметката на зенитната артилерия на цялото съединение в този бой са само 13 машини. Самият „Саут Дакота“ получава две бомбени попадения в кулите на главния калибър. Извадени са от строя две оръдия и 50 човека са ранени от осколките, включая командира на мостика. При оттеглянето на съединението към Нумеа, в нощта на 27 октомври, „Саут Дакота“ се сблъсква с разрушителя „Махеан“ (USS Mahan (DD-364)), получавайки леки повреди по корпуса.
От двата оставащи в този район американски самолетоносача „Хорнет“ (USS Hornet (CV-8)) отива на дъното, а „Ентърпрайз“ е повреден. Японските самолетоносачи също са в ремонт. За това следващото сражение е с участието на артилерийски кораби. В нощта на 7 ноември американско съединение в състав линкорите „Вашингтон“ (USS Washington (BB-56)) и „Саут Дакота“ с 4 разрушителя се среща в бой с японско съединение в състав линкора „Киришима“, тежките крайцери „Атаго“ и „Такао“, леките крайцери „Сендай“, „Нагара“ и 9 разрушителя. Огънят на японските кораби се съсредоточава по „Саут Дакота“, и той получава 27 попадрния от 356-мм, 203-мм, 152-мм, 140-мм и 127-мм снаряди. Поясът не е пробит, но надстройката получава сериозни повреди. Поради излизане от строя на кабели и прибори за управление линкорът фактически губи своята боеспособност. Загиват 38 души, още 60 са ранени.
Ремонтът на „Саут Дакота“ преминава в корабостроителницата на Ню Йорк от 18 декември 1942 до 25 февруари 1943 г. От март до август 1943 г. линкорът действа съвместно с британския флот на метрополията, след което се връща в Тихия океан и се занимава с поддръжката на десантите по островите, завзети от японците. През ноември 1943 г. „Саут Дакота“ взема участие в кампанията на Гилбъртовите острови, Маршаловите острови, Макин и Тарава, на 6 декември обстрелва Науру, а в края на януари 1944 г. – Рои Намюр и Куаджалин. През февруари 1944 г. „Саут Дакота“ влиза в състава на бързоходното авионосно съединение TF.58, участвайки във всичките му операции. По време на рейда над Каролинските острови, с негово участие са свалени четири самолета. В хода на боя във Филипинско море, на 19 юни 1944 г., линкорът е уцелен от 225-кг бомба, пусната от японски D4Y. Повредена е надстройката, убити са 24 и са ранени 27 души. След едномесечен ремонт „Саут Дакота“ се връща в състава на TF.58, продължавайки да действа в неговия състав до края на войната. На 6 май 1945 г., по време на зареждане с боеприпаси от снабдителен кораб, става запалване на заряд на главния калибър, който възпламенява още четири заряда. За да се избегне пожара е наводнен погребът на кулата от ГК №2. Загиват 3 души, от 23, ранени и с изгаряния, още седем впоследствие умират. На 14 юли 1945 г. линкорът обстрелва остров Хоншу. Преминава в [Токийски залив|[Токийския залив]] на 29 август, където се намира до 20 септември. На 3 януари 1946 г. се връща във Филаделфия. За времето на войната „Саут Дакота“ получава 13 бойни звезди, сваляйки 64 самолета на противника. Линкорът е изваден в резерв на 31 януари 1947 г. във Филаделфия. На 1 юни 1962 г. е изключен от списъците на флота и през октомври 1962 г. е продаден за скрап.

### „Индиана“
С приключването на курса по бойна подготовка „Индиана“ прминава в Тихия океан през ноември 1942 г. На 28 ноември той пристига в Тонгатапу, където влиза в съединението TF.64, заменяйки намиращия се в ремонт „Саут Дакота“. В състава на това съединение, заедно със самолетоносачите „Саратога“ (USS Saratoga (CV-3)) и „Ентърпрайз“, линкорът действа в западната част на Тихия океан. На 31 юли 1943 г. в Пърл Хабър влиза в състава на авионосното съединение TF.58 и заедно с него участва в рейда над остров Маркус. През октомври 1943 г. преминава текущ ремонт в Пърл Харбър. През ноември 1943 г. участва в операцията над остров Гилбърт. Преведен е в състава TF.50 на 25 ноември 1943 г. В неговия състав взема участие в десанта на атола Макин от 26 ноември 1943 г. и обстрела над Науру от 8 декември 1943 г.
В края на януари 1944 г. „Индиана“ участва в осемдневната бомбардировка на Тароа и Куаджелен. На 1 февруари 1944 г. получава тежки повреди след сблъсък с линкора „Вашингтон“. Загиват 2 човека, наводнени са 14 отсека, разрушен е външния валопровод по десния борд, повреден е катапулта. До април 1944 г. „Индиана“ се намира в ремонт в Пърл Харбър, след което влиза в състава на TF.58. Обстрелва японските позиции на Понапе, на 1 май 1944 г. По време на десанта на Марианските острови линкорът обстрелва Сайпан на 13 и 14 юни същата година. На 19 – 20 юли участва в сражението във Филипинско море. Получава повреди след таран на торпедоносец B6N1. От 23 октомври до 6 декември 1944 г. се намира в ремонт в Бремъртън. През януари и февруари 1945 г. „Индиана“ участва в обстрела над Иво Джима и авионосния рейд над Токио. През март 1945 г. действа при Окинава, получавайки повреди по време на тайфуна от 5 юни. Прекарва в ремонт 1 месец. В периода юли – август 1945 г., в състава на TF.58, участва в рейда над Японските острови. От 9 до 15 август обстрелва Камаиши, северен Хоншу и Токио. След капитулацията на Япония подсигурява окупацията на ВМБ Йокосука. На 5 септември линкорът преминава в Токийския залив, на 29 септември се връща в Сан Франциско. За времето на Втората световна война „Индиана“ получава 9 бойни звезди. На 11 септември 1946 г. е изваден в резерв в Бремертън. На 11 септември 1947 г. е изключен от състава на бойния флот, а на 1 юни 1962 г. и от списъците на флота. на 6 септември 1963 г. е продаден за скрап.

### „Масачузетс“
„Масачузетс“ след преминаване на цикъла по бойна подготовка влиза в състава на TF.34. Част е от групата за поддръжка TG.34.1 заедно с тежките крайцери „Уичита“ (USS Wichita (CA-45)) и „Тъскалуса“ (USS Tuscaloosa (CA-37)). Съединението осигурява десанта на войските на съюзниците в Северна Африка – операцията „Торч“. На 8 ноември 1942 г. линкорът поддържа десанта при Казабланка. В пристанището, при стената се намира недостроеният френски линкор „Жан Барт“, на който действа само носовата четириоръдейна кула на главния калибър. „Масачузетс“ открива огън по „Жан Барт“ в 7:04 от дистанция 118 кбт. След като постига 5 – 7 попадения, той е принуден временно да прекрати огъня поради нарушаване на електрозахранването от сътрясенията на собствената стрелба. В 9:18 „Масачузетс“ съвместно с крайцерите влиза в бой с френската 2-а лека ескадра. Повредени са лидерът „Milan“ и разрушителя „Fougueux“, а разрушителя „Boullonnais“ е потопен. Самият „Масачузетс“ получава две попадения: 194-мм снаряд от бреговата батарея на мнос Ел Ханк пробива бронепалубата, предизвиквайки неголям пожар, а 130-мм снаряд от „Boullonnais“ не нанася съществени повреди. На 9 ноември „Масачузетс“ обстрелва батареята на Ел Ханк, но стрелбата с бронебойни снаряди по нея е неефективна. Всичко в хода на операцията са изразходвани 786 406-мм и 221 127-мм снаряда.
Преминава ремонт в Бостън, от ноември 1942 г. През февруари 1943 г. преминава в Тихия океан и на 4 март пристига в Нумеа. Занимава се с прикритието на конвои и операции на Соломоновите острови. Влиза в състава на прикритието на авиационно съединение и взема участие в рейдовете от 19 – 21 ноември 1943 г. над островите Макин, Тарава и Абемама, на 8 декември над Науру, 29 – 30 януари 1944 г. над Тарава и Куаджалин, на 17 – 18 февруари над Трук. През март 1943 г. действа в района на Каролинските острови, на 22 април участва в десанта в Холандия (Нова Гвинея). На 1 май се занимава с обстрел над Понапе. В периода май – юни 1944 г. преминава ремонт в Пюджънт Саунд (Бремъртън), по време на който са заменени лейнерите на оръдията на главния калибър, след това продължава да действа в състава на авионосно съединение. На 6 октомври прикрива десанта на Лейте, на 10 октомври участва в рейда над Окинава, 12 – 14 октомври над Формоза. В периода 22 – 27 октомври взема участие в сражението в залива Лейте. На 14 декември 1944 г. обстрелва крайбрежието на Филипините в района на Манила. След това до февруари 1945 г. действа в Южнокитайско море, при Формоза и Окинава. Заедно с TF.58, от 10 февруари до 3 март, участва в рейда над Окинава, Хоншу и Кюшу. След това действа при Окинава до пълната окупация на острова. От юли участва в операциите на TF.38 против японските острови. На 14 юли обстрелва Камаиши, на 28 юли Хамамацу, на 9 август пак Камаиши. За времето на войната „Масачузетс“ получава 11 бойни звезди, потопявайки 5 кораба и сваляйки 18 самолета на противника. На 27 март 1947 г. е изваден в резерва в Норфолк. На 1 юни 1962 г. е изключен от списъците на флота. На 8 юни 1962 г. е предаден на щата Масачузетс и на 14 август 1965 г. е поставен в качеството на мемориал във Фол Ривър. Мемориалът действа и понастоящем.

### „Алабама“
„Алабама“ завършва цикъла на бойна подготовка в края на 1942 г. След това линкорът се занимава с прикритието на самолетоносача „Рейнджър“ (USS Ranger (CV-4)) по време на неговите операции в Атлантика. От 2 април до 1 август 1943 г. „Алабама“ заедно със „Саут Дакота“ и пет разрушителя влиза в състава на съединението TF.22, придадено към британския Флот на метрополията. През юли 1943 г. линкорът взема участие в рейда към крайбрежието на Норвегия, цел на който е отвличането на немците от десанта в Сицилия. След това преминава ремонт и модернизация в Норфолк.
Със завършването на ремонта „Алабама“ е превед в Тихия океан, пристигайки на 14 септември 1943 г. на Новите Хебриди, и е включен в състава на съединението TG.58.7. Съвместно със „Саут Дакота“ организационно съставя девета дивизия линкори. Взема участие в операциите по превземането и обстрела над островите в Тихия океан. От 19 ноември до 9 декември 1943 г. линкорът участва в превземането на островите Гилбърт. На 8 януари 1944 г. обстрелва Науру. От 26 януари до 4 февруари 1944 г. се занимава с обстрел над островите Рои Намюр и Куаджалин. От 16 до 17 февруари се занимава с прикритието на авионосния рейд над Трук, а от 21 до 22 февруари над Сайпан, Тиниан и Гуам. В нощта на 22 февруари, в резултат на неизправност, една от 127-мм установки изстрелва снаряд към друга кула. „Алабама“ получава повреди, 5 човека са убити и 11 получават рани. От 8 март до 9 април 1944 г. линкорът участва в рейда над островите Палау, Яп, Волеаи. На 29 март сваля своя първи самолет. В състава на бързоходното авионосно съединение TF.58 взема участие в операциите на Нова Гвинея, Трук, Марианските острови. На 12 юни 1944 г. обстрелва Сайпан. От 19 до 20 юни 1944 г. „Алабама“ участва в сражението във Филипинско море, първи засичайки подхождащите японски самолети на дистанция 190 мили. През юли 1944 г. се занимава с прикритието на десанта на Гуам, през септември прикрива авианосното съединение по време на ударите по Каролинските острови, Палау, Себу, Лейте. През октомври 1944 г. прикрива рейда над Окинава, Лусон и Формоза. От 24 до 26 октомври, в състава на охранението на самолетоносача „Ентърпрайз“, взема участие в битката в залива Лейте. До края на годината продължава да осигурява прикритието на авионосното съединение. На 18 декември 1944 г. по време на тайфун са отмити зад борда хидросамолет и катер, линкорът получава повреди. От 12 януари до 17 март 1945 г. се намира в ремонт в Пюджент Саунд, Бремертън.
На 28 април 1945 г. „Алабама“ се връща в състава на съединението TF.58, пристигайки на атола Улити. В състава на авионосното съединение действа до края на войната. По време на рейда над Окинава сваля два самолета. Взема участие в авиационните рейдове над японските острови, обстрелвайки от 18 до 19 юли цели в района на Токио. На 5 септември линкорът пристига в Токийския залив. След края на войната участва в операцията по прехвърляне на войските „Меджик Карпет“, доставяйки на 15 октомври в Сан Франциско 700 демобилизирани. За времето на войната получава 9 бойни звезди. На 9 февруари 1947 г. „Алабама“ е изваден в резерв, в Сиатъл. На 1 юни 1962 г. е изключен от списъците на флота, на 16 юни е предан в собственост на щата Алабама. На 14 септември 1964 г. е поставен, в качеството на мемориал, в град Мобил. Мемориалът действа и понастоящем.

## Оценка на проекта
Бронирането на „Саут Дакотите“ е традиционно за американските линкори – силно защитена цитадела при практически отсъстващо брониране на надстройките и по краищата. Масата на бронята, при общото усилване на бронирането, за сметка на късия корпус е намалена с 900 т по сравнение с предходния проект. По сравнение с другите договорни линкори дяла водоизместимост, отделен за брониране, изглежда доста скромно – 36%, обаче цитаделата на американския линкор изначално е разчетена за противостояние на 406-мм снаряди. Наистина, под действието на собствените свръхтежки 1225-кг снаряди зоната на свободно маневриране на „Саут Дакотите“ всъщност е достатъчно скромна – от 20,5 до 26,4 хил. ярда (18,7 – 24,1 км), но против по-леките 406-мм снаряди на японския „Нагато“ и английския „Нелсън“ тя е значително по-широка. Още по-добре тя изглежда под огъня на 356—381-мм оръдия на линкорите от континенталните европейски държави. Палубата на „Саут Дакотите“ е достатъчно дебела, за да издържи попадение от авиобомба пусната от пикиращ бомбардировач, поради нейния сравнително малък калибър. На теория тя може да бъде пробита от голямокалибрена бомба, пусната от голяма височина от хоризонтален бомбардировач, но вероятността за такова събитие е изключително малка. КДП, надстройките и краищата са уязвими, но да им се осигури адекватна защита е просто невъзможно. Сред потенциалните недостатъци на проекта се определя и разделението на отсеците на корпуса извън броневия пояс. Съдейки по наводняването на „Индиана“ по време на сблъсъка му с „Вашингтон“, повредите по борда в подводната част по време на боя могат да доведат до доста обширни наводнявания.
Най-слабото място на американския линкор е противоторпедната защита. Както и на линкорите от типа „Вашингтон“, тя също е разчетена срещу взрив на 318-кг бойна глава на торпедо. Вместо традиционната за американците „слоиста“ система на ПТЗ е използван преход от главния пояс към наклонен подводен пояс, клиновъдно изтъняващ надолу. На теория такава схема дава съпоставима защита от торпеда и значително по-добра защита от гмуркащи се снаряди, но на практика се оказва, че за противодействие на подводния взрив е по-важна пластичността на противоторпедната преграда, което здравия броневи пояс не може да осигури. След изпитания, през 1938 г., е направен извода, че подводната защита на линкорите от 1939 г. е по-лоша, отколкото тази на предшестващия го тип. Към това, поради ограниченията, предизвикани от необходимостта да се преминава Панамския канал, и поради голямата ширина на машинните отделения, дълбочината на ПТЗ се получава доста скромна – 5,45 м при мидъла. Опита на Втората световна показва, че този параметър се явява едва ли не най-важния. От европейските линкори само при „Кинг Джордж“ тя съставлява 4,11 м, в същото време при „Бисмарк“ дълбочината съставя същите 5,4 м и е много по-голяма при „Ришельо“ (7 м) и „Литорио“ (7,5 м).
Системата за ПТЗ на „Саут Дакотите“ не е изпробвана в бой. Обаче на 15 септември 1942 г. в района на Соломоновите острови линкорът от предхождащия тип, „Норт Каролина“, получава в района на носовата кула на главния калибър 533-мм торпедо от подводната лодка I-15. По същество, защитата не издържа това – всичките ѝ четири прегради са пробити, и погребите на носовата кула са наводнени. Ако на мястото на „Норт Керолайн“ бе „Саут Дакота“, още повече ако това беше по-мощното 610-мм „Лонг Ленс“, резултатът за американския линкор щеще да бъде още по-плачевен. Частично недостатъците на ПТЗ се компенсират от прекрасно организираната борба за живучест. Тя позволява да се спасят, след подобни попадения, американските крайцери при нощния бой при Тасафонг през ноември 1942 г.
Оръдията на главния калибър на „Саут Дакотите“ – 406-мм Mark 6 – имат достатъчно скромна бронепробиваемост по вертикална броня за своя калибър и лоша настилност на траекторията, за сметка на това прекрасно се показват на големите дистанции. Американците разработват специален свръхтежък 1225-кг бронебоен снаряд. Снарядът е здрав и благодарение на специалната форма на бронебойния наконечник не рикошира даже при попадения в тежка броня с отклонение от 35 – 45° от нормалата. Снарядът има ниска начална скорост и при голяма далечина на стрелбата пада под голям ъгъл, просто пречупвайки броневата палуба. Така например, снаряд на „Масачузетс“, по време на обстрела над френския „Жан Барт“, пробива 150-мм главна и 40-мм противоосколъчна палуби. По-дебело хоризонтално брониране има само гигантския „Ямато“. Да се реализира това преимущество в боя на голяма дистанция помога и прекрасната СУАО. Тя е доста съвършена даже с използването на оптичните средства, а с появата на артилерийските радари американските линкори получават неоспоримо преимущество в боя с всеки един „договорен“ линкор.
Американските линкори получават много мощна батарея от 127-мм универсални оръдия. Тя е достатъчно мощна за воденето на огън по кораби, но основните ѝ цели в Тихия океан са все пак самолетите. Благодарение на добрата защитеност, наличието на помещения за щаб и силното зенитно въоръжение американските линкори започват да се използват като основа на ордера за ПВО на авионосните съединения. Малката зенитна артилерия, по проект, е недостатъчна, но голямата водоизместимост позволява вместо неудачните 28-мм „чикагски пиана“ да се поставят на линкорите многочислени 20-мм и 40-мм автомати. Към това следва да се добави постоянно усъвършенстващата се система за управление на артилерийския огън с използването на РЛС. Благодарето на всичко това зенитното въоръжение на американските линкори се счита за едно от най-добрите в света.
Един от недостатъците на „Саут Дакотите“ е ниската им скорост. При маневрирането за отразяване на атаките на самолетите авионосното съединение набира максимална скорост, и линкорите изотстават, имайки ход с 6 възела по-малко. Американските линкори са най-бавните от „договорните“ линкори – 27 – 27,5 възела, в същото време от европейските линкори даже най-бавният, „Кинг Джордж“, развивава 28 – 29 възела, а при останалите скоростта е с 1 – 2 възела повече. Ниската скорост става една от причините за това, че след войната „Саут Дакотите“ са извадени в резерва и, за разлика от бързоходните линкори от типа „Айова“, повече не се връщат в строя.
Традиционно за американските линкори при „Саут Дакотите“ има голяма далечина на плаване и надеждна силоваа установка. В едно с това, поради късия корпус и невисокия борд, мореходността им е достатъчно скромна според американските мерки, но, отстъпвайки на „Ришельо“, все пак е по-добра, отколкото тази на „Кинг Джордж“. По сравнение с „Вашингтон“ са по-лоши и параметрите за обитаемост от екипажа, но това също спрямо доста високите американски стандарти.
От „договорните“ линкори на европейските страни най-балансиран изглежда „Ришельо“. Ако се сравни с него „Саут Дакота“, то за сметка на въоръжението и по-съвършените системи за управление на оръжието при американския линкор на големите дистанции, когато снарядите поразяват палубите, еднозначно американеца има явни преимущества. На свой ред, „Ришельо“, за сметка на по-настилната траектория и високата начална скорост на снарядите, има преимущества в боя на близка дистанция. При това благодарение на преимуществото по скорост, френския линкор може да наложи бой на близка дистанция на по-0бавния американски аналог. При близката дистанция, най-напред, ще се поразяват надстройките и незатените краища, което може да доведе до загуба на управляемост и излизане от строя на системата за управление на оръжията. За това предсказването на крайния резултат от такъв бой е достатъчно трудно. Като цяло, според комплекса от характеристики, „Саут Дакотите“ се смятат за най-силните „договорни линкори“, а при воденето на бой на далечна дистанция те имат известни шансове и в бой със своя най-страшен потенциален противник – японските линкори от типа „Ямато“. За щастие на американците, на тях не им се налага да се опитват да осъществят това на практика. Японските линкори „Ямато“ и „Мусаши“ са потопени от авиацията на американските авионосни съединения, в които „Саут Дакотите“ играят ролята на основа на ордера за охрана.
| Сравнителни ТТХ на линкорите постройка 1930—1940-те г. |                  |                                                          |                      |                                 |                                 |                                 |
| характеристики                                         | „Норт Каролина“  | „Саут Дакота“                                            | „Кинг Джордж V“      | „Бисмарк“                       | „Литорио“                       | „Ришельо“                       |
| Страна                                                 |                  |                                                          |                      | Германска империя (1933 – 1945) |                                 |                                 |
| Водоизместимост, стандартна/пълна, т                   | 37 486/44 379    | 37 970/44 519                                            | 36 727/42 076        | 41 700/50 900                   | 40 724/45 236                   | 37 832/44 708                   |
| Артилерия на главния калибър                           | 3×3 – 406-мм/45  | 3×3 – 406-мм/45                                          | 2×4, 1×2 – 356-мм/45 | 4×2 – 380-мм/47                 | 3×3 – 381-мм/50                 | 2×4 – 380-мм/45                 |
| Спомагателна артилерия                                 | 10×2 – 127-мм/38 | На първия 8×2 – 127-мм/38 за останалите 10×2 – 127-мм/38 | 8×2 – 133-мм/50      | 6×2 – 150-мм/55 8×2 – 105-мм/65 | 4×3 – 152-мм/55 12×1 – 90-мм/50 | 3×3 – 152-мм/55 6×2 – 100-мм/45 |
| Зенитна артилерия                                      | 4×4 – 28-мм      | 3×4 – 28-мм                                              | 4×8 – 40-мм/40       | 8×2 – 37-мм 12×1 – 20-мм        | 8×2 и 4×1 – 37-мм 8×2 – 20-мм   | 4×2 – 37-мм 4×4 и 2×2 – 13,2-мм |
| Главен брониран пояс, мм/наклон, градуса               | 305/15°          | 310/19°                                                  | 356 – 381            | 320                             | (70 + 280)/8°                   | 330/15,14°                      |
| Брониране на палубите, мм                              | 37 + 140         | 37 + 146                                                 | 25 + 127…152         | 50…80 + 80…95                   | 45 + 90…162                     | 150…170 + 40                    |
| Брониране на кулите на главния калибър, мм             | 406 – 184        | 457 – 300                                                | 324 – 149            | 360 – 130                       | 350 – 150                       | 430 – 170                       |
| Брониране на бойната рубка, мм                         | 406 – 373        | 406 – 373                                                | 114 – 76             | 350 – 220                       | 260                             | 340                             |
| Дълбочина на ПТЗ на ниво 1/2 газене                    | 5,64             | 5,45                                                     | 3,96                 | 5,5                             | 7,57                            | 7                               |
| Сумарна дебелина на ПТП, мм                            | 65 STS           | 150 (STS+HTS)                                            | 57 DS                | 53 Ww                           | 71 ER                           | 77                              |
| Енергетична установка, к.с.                            | 121 000          | 130 000                                                  | 110 000              | 138 000                         | 130 000                         | 150 000                         |
| Максимална скорост, възела                             | 27,5             | 27,5                                                     | 28,5                 | 29                              | 30                              | 31,5                            |

## Коментари
1. ↑  На „Вашингтон“ рулите стоят зад скеговете, което увеличава тяхната ефективност.
2. ↑  Следва да се отбележи, че листовия материал в американското корабостроене се доставя според т. нар. теглови норми. За опростяване на контрола над теглото се нормира масата на листовете броня, отнасяща се към квадратен дюйм. На чертежите тя се обозначава със знака „#“, а в англоезичната литература, като правило, се превръща отначало в дюймове, а след това в рускоезичната – в милиметри. При това превода в дюймове се осъществява изходя от съотношението #40 = 1 дюйм. Макар фактически коефициентът да не е 40, а малко повече. Поради тези закръглявания при превода в литературата дебелината на бронята, указвана за американските линкори, може да се различава с малко.
3. ↑  ≈21 възела.
4. ↑  Разминаване според източниците. Според данните на сайта navweaps.com, задръжката се осъществява за всички оръдия. Според този източник редът на стрелбата е следният: ляво оръдие, дясно, накрая централното. Задръжката между първия и втория, а също и между втория и третия изстрели съставлява 60 мс. Отчитайки, че за идентичните по конструкция установки с оръдията Mark 7 е даден същият ред на задържане на изстрела на оръдията при пълнозалпова стрелба е възможно Чаусов да греши.
5. ↑  Заедно със затвора.
6. ↑  За отстраняването на проблема с „Приятелския огън“ са снабдени с ликвидатор, сработващ на далечини 3700 – 4500 м.
7. ↑  Всички данни в таблицата са проектни.
8. ↑  В хода на бойните действия на всички линкори е значително усилена.